# Okama
Okama (オカマ) es un término japonés utilizado para dennotar a un hombre travesti o drag queen. El término es un argot cuya traducción literal es "caldero", aunque hoy en día se ha normalizado adquiriendo un sentido neutro. La palabra Onabe, que también significa olla o caldero, se utiliza para llamar a las mujeres homosexuales.
Se estima que el término comenzó a utilizarse en el período Edo o incluso antes. Su origen es incierto, pero se cree que proviene de Portugal y Holanda, países en los cuales también se relaciona la olla con la homosexualidad, y con los que Japón mantenía relaciones comerciales en aquella época. En Portugal, se utiliza la palabra paneleiro (persona que fabrica o vende ollas) para insultar a la comunidad LGBT, mientras que en Holanda se utiliza las palabras pot (olla) o poot (pata) para el mismo propósito. Pudiera ser que pandeleiro viajara desde Portugal hasta Japón, apareciendo así el argot okama, que en Japón se extendiera el uso a las lesbianas con onabe.